# Lista islandzkich klubów piłkarskich
Lista islandzkich klubów piłkarskich ułożona alfabetycznie zawierająca wszystkie kluby, które w 2018 roku występowały w męskich rozgrywkach ligowych.
| klub                       | miejscowość       | region            |
| -------------------------- | ----------------- | ----------------- |
| Afríka Reykjavík           | Reykjavík         | Höfuðborgarsvæðið |
| Augnablik Kópavogur        | Kópavogur         | Höfuðborgarsvæðið |
| Björninn Reykjavík         | Reykjavík         | Höfuðborgarsvæðið |
| Breiðablik UBK             | Kópavogur         | Höfuðborgarsvæðið |
| Elliði Reykjavík           | Reykjavík         | Höfuðborgarsvæðið |
| FH Hafnarfjörður           | Hafnarfjörður     | Höfuðborgarsvæðið |
| HK Kópavogs                | Kópavogur         | Höfuðborgarsvæðið |
| Hörður Ísafjarðabær        | Hnífsdalur        | Vestfirðir        |
| Huginn Seydisfjördur       | Seyðisfjörður     | Austurland        |
| Hvíti riddarinn            | Mosfellsbær       | Höfuðborgarsvæðið |
| ÍA Akranes                 | Akranes           | Vesturland        |
| ÍB Vestmannaeyja           | Vestmannaeyjar    | Suðurland         |
| ÍF Fylkir                  | Reykjavík         | Höfuðborgarsvæðið |
| ÍF Grótta                  | Seltjarnarnes     | Höfuðborgarsvæðið |
| ÍF Höttur                  | Egilsstaðir       | Austurland        |
| ÍF Magni Grenivík          | Grenivík          | Norðurland eystra |
| ÍF Vestri                  | Ísafjörður        | Vestfirðir        |
| ÍF Völsungur               | Húsavík           | Norðurland eystra |
| ÍF Þór Akureyri            | Akureyri          | Norðurland eystra |
| ÍH Hafnarfjörður           | Hafnarfjörður     | Höfuðborgarsvæðið |
| ÍR Reykjavík               | Reykjavík         | Höfuðborgarsvæðið |
| Ísbjörninn Kópavogur       | Kópavogur         | Höfuðborgarsvæðið |
| KA Akureyri                | Akureyri          | Norðurland eystra |
| KB Breidholt               | Reykjavík         | Höfuðborgarsvæðið |
| KF Álafoss                 | Mosfellsbær       | Höfuðborgarsvæðið |
| KF Árborg                  | Selfoss           | Suðurland         |
| KF Ægir                    | Þorlákshöfn       | Suðurland         |
| KF Berserkir               | Reykjavík         | Höfuðborgarsvæðið |
| KF Dalvik/Reynir           | Dalvík            | Norðurland eystra |
| KF Fjallabyggð             | Ólafsfjörður      | Norðurland eystra |
| KF Fjarðabyggðar           | Fjarðabyggð       | Norðurland eystra |
| KF Fram                    | Reykjavík         | Höfuðborgarsvæðið |
| KF GG                      | Grindavík         | Suðurnes          |
| KF Garðabær                | Garðabær          | Höfuðborgarsvæðið |
| KF Hamar                   | Hveragerði        | Suðurland         |
| KF Haukar                  | Hafnarfjörður     | Höfuðborgarsvæðið |
| KF Kári                    | Akranes           | Vesturland        |
| KF Keflavík                | Keflavík          | Suðurnes          |
| KF Valur                   | Reykjavík         | Höfuðborgarsvæðið |
| KF Viðir Garði             | Garður            | Suðurnes          |
| KF Víkingur                | Reykjavík         | Höfuðborgarsvæðið |
| KF Þróttur                 | Reykjavík         | Höfuðborgarsvæðið |
| KFR Hvolsvöllur            | Hvolsvöllur       | Suðurland         |
| KFS Vestmannaeyjar         | Vestmannaeyjar    | Suðurland         |
| KH Hlíðarendi              | Reykjavík         | Höfuðborgarsvæðið |
| Kóngarnir                  | Reykjavík         | Höfuðborgarsvæðið |
| Kórdrengir                 | Reykjavík         | Höfuðborgarsvæðið |
| KR Reykjavík               | Reykjavík         | Höfuðborgarsvæðið |
| Kría                       | Seltjarnarnes     | Höfuðborgarsvæðið |
| KV Reykjavik               | Reykjavík         | Höfuðborgarsvæðið |
| Leiknir Faskrudsfjördur    | Fáskrúðsfjörður   | Austurland        |
| Leiknir Reykjavík          | Reykjavík         | Höfuðborgarsvæðið |
| Léttir Reykjavík           | Reykjavík         | Höfuðborgarsvæðið |
| Mídas Reykjavík            | Reykjavík         | Höfuðborgarsvæðið |
| Reynir Sandgerdi           | Sandgerði         | Suðurnes          |
| Skautafélag Reykjavíkur    | Reykjavík         | Höfuðborgarsvæðið |
| Stál-úlfur                 | Kópavogur         | Höfuðborgarsvæðið |
| UMF Afturelding            | Mosfellsbær       | Höfuðborgarsvæðið |
| UMF Álftanes               | Álftanes          | Höfuðborgarsvæðið |
| UMF Einherji               | Vopnafjörður      | Austurland        |
| UMF Fjölnir                | Reykjavík         | Höfuðborgarsvæðið |
| UMF Geisli í Aðaldal       |                   |                   |
| UMF Grindavík              | Grindavík         | Suðurnes          |
| UMF Kormákur/Hvöt          | Hvammstangi       | Norðurland vestra |
| UMF Njarðvíkur             | Njarðvík          | Suðurnes          |
| UMF Selfoss                | Sauðárkrókur      | Norðurland vestra |
| UMF Sindri Höfn            | Höfn í Hornafirði | Austurland        |
| UMF Skallagrímur Borgarnes | Borgarnes         | Vesturland        |
| UMF Snæfell/UDN            | Stykkishólmur     | Vesturland        |
| UMF Stjarnan               | Garðabær          | Höfuðborgarsvæðið |
| UMF Tindastóll             | Sauðárkrókur      | Norðurland vestra |
| UMF Víkingur               | Ólafsvík          | Vesturland        |
| Úlfarnir                   | Akureyri          | Norðurland eystra |
| Vatnaliljur                | Kópavogur         | Höfuðborgarsvæðið |
| Vængir Júpiters            | Reykjavík         | Höfuðborgarsvæðið |
| Ýmir Kópavogur             | Kópavogur         | Höfuðborgarsvæðið |
| Þróttur Vogur              | Vogar             | Suðurnes          |